# Naturschutzgebiet Silberkuhle
Das Naturschutzgebiet Silberkuhle ist ein 37,27 ha großes Naturschutzgebiet (NSG) südwestlich vom Dorf Halbhusten im Stadtgebiet von Drolshagen im Kreis Olpe in Nordrhein-Westfalen. Es wurde 2008 vom Kreistag mit dem Landschaftsplan Nr. 4 Wenden – Drolshagen ausgewiesen. Das NSG grenzt direkt an die Stadt- und Kreisgrenze. Auf dem Gebiet des Oberbergischen Kreises in der Gemeinde Reichshof grenzt direkt das Naturschutzgebiet Puhlbruch/Silberkuhle an.

## Gebietsbeschreibung
Bei dem NSG handelt es sich um einen Quellmoorkomplexe mit seltenen und gefährdeten Tier- und Pflanzenarten. Es finden sich moortypische Arten wie Torfmoose, Glockenheide, Moosbeeren und Moorlilie.